# 空间填充曲线

迭代前3次的皮亚诺曲线，其极限为空间填充曲线。

数学分析中，空间填充曲线是值域覆盖了高维空间每一点的曲线，通常是单位正方形（或更一般的n维单位超方形）。由于朱塞佩·皮亚诺（1858–1932）首先发现了空间填充曲线，因此二维平面上的空间填充曲线有时也称为皮亚诺曲线。这个术语也可以指皮亚诺发现的具体的曲线例子。
与之密切相关的FASS曲线（近似空间填充、自避、简单、自相似曲线）可看作是某类空间填充曲线的有限近似。

## 定义
直观地说，多维曲线可看作是连续运动点的轨迹。为消除这样定义的模糊性，卡米尔·若尔当于1887年提出了以下的严格定义，后来一直是曲线的精确定义：
在最一般的形式中，这种函数的值域可能位于任意拓扑空间；但在最常研究的形式中，其将位于欧几里得空间，如2维平面（平面曲线）或3维空间（空间曲线）。
有时曲线是函数的像（函数所有可能取值的集合），而非函数本身。也可以把没有端点的曲线定义为数线上的连续函数（或位于单位开区间(0, 1)）。

## 历史
1890年，朱塞佩·皮亚诺发现了皮亚诺曲线，它可以经过单位正方形的每一点。格奥尔格·康托尔之前提出了一个反直觉的结论：单位区间中的无限多点与任意有限维流形的无限多点等势。皮亚诺受到他的启发，试图构造一个从单位区间到单位正方形的连续函数。皮亚诺证明，这样的映射可以是连续的，即一条能填充高维空间的曲线。不过，他没有在单位区间和单位正方形之间建立连续双射，事实上也不可能建立。
人们通常会把“薄”和“1维”这两个模糊的概念同曲线联系起来；所有通常遇到的曲线也确实分段可微（即有分段连续导数），而这样的曲线不能填满单位正方形。因此，皮亚诺的空间填充曲线非常反直觉。
从皮亚诺的例子中，很容易推导出其范围包含n维超方形的连续曲线。将皮亚诺的例子扩展到无端点连续曲线也很容易，可以填充整个n维欧几里得空间I（n均为自然数）。
大多数知名的空间填充曲线都是分段线性函数的迭代序列极限。
皮亚诺的开创性文章没有说明他的构造，其是用三进制和镜像运算定义的。但他对图形构造非常清楚——他在都灵的家中制作了一块瓷砖，纹样便是皮亚诺曲线。皮亚诺的文章最后还指出，除了三进制以外，这种技术还可以扩展到其他奇数进制。他回避了任何无字证明的请求，因为他希望有一个完全严谨的证明，而不需要任何图。当时的一般拓扑尚处于起步阶段，图形化的无字证明尚被学界所接受，但并不利于理解反直觉结论。
一年后，大卫·希尔伯特在同一刊物上发表了皮亚诺构造的变体。希尔伯特的文章包含了图形证明，帮助读者直观了解构造方法，与此处的图基本相同。然而希尔伯特曲线的解析形式比皮亚诺更复杂。

6次迭代的希尔伯特曲线。

## 空间填充曲线构造概要
令{\displaystyle {\mathcal {C}}}表示康托尔空间{\displaystyle \mathbf {2} ^{\mathbb {N} }}。
我们从康托尔空间{\displaystyle {\mathcal {C}}}到整个单位区间{\displaystyle [0,\,1]}的连续函数{\displaystyle h}开始（康托尔函数对康托尔集的约束就符合）。由此，可以得到从拓扑积{\displaystyle {\mathcal {C}}\;\times \;{\mathcal {C}}}到整个单位正方形{\displaystyle [0,\,1]\;\times \;[0,\,1]}的连续函数{\displaystyle H}，方法是令
{\displaystyle H(x,y)=(h(x),h(y)).\,}
由于康托尔集与积{\displaystyle {\mathcal {C}}\times {\mathcal {C}}}同胚，因此存在从康托尔集到{\displaystyle {\mathcal {C}}\;\times \;{\mathcal {C}}}的连续双射{\displaystyle g}。{\displaystyle H}、{\displaystyle g}组合为{\displaystyle f}，是将康托尔集映射到整个单位正方形上的连续函数（也可以利用每个紧度量空间都是康托尔集的连续像，得到函数{\displaystyle f}）。
最后，可以把{\displaystyle f}扩展为连续函数{\displaystyle F}，其定义域为单位区间{\displaystyle [0,\,1]}。要实现这一点，可以在{\displaystyle f}的组分上使用蒂茨扩张定理，或简单地“线性”扩展{\displaystyle f}（即在构造康托尔集时删除的每个开区间{\displaystyle (a,\,b)}上，定义{\displaystyle F}的扩展为单位正方形内连接{\displaystyle f(a)}、{\displaystyle f(b)}的线段）。

## 性质

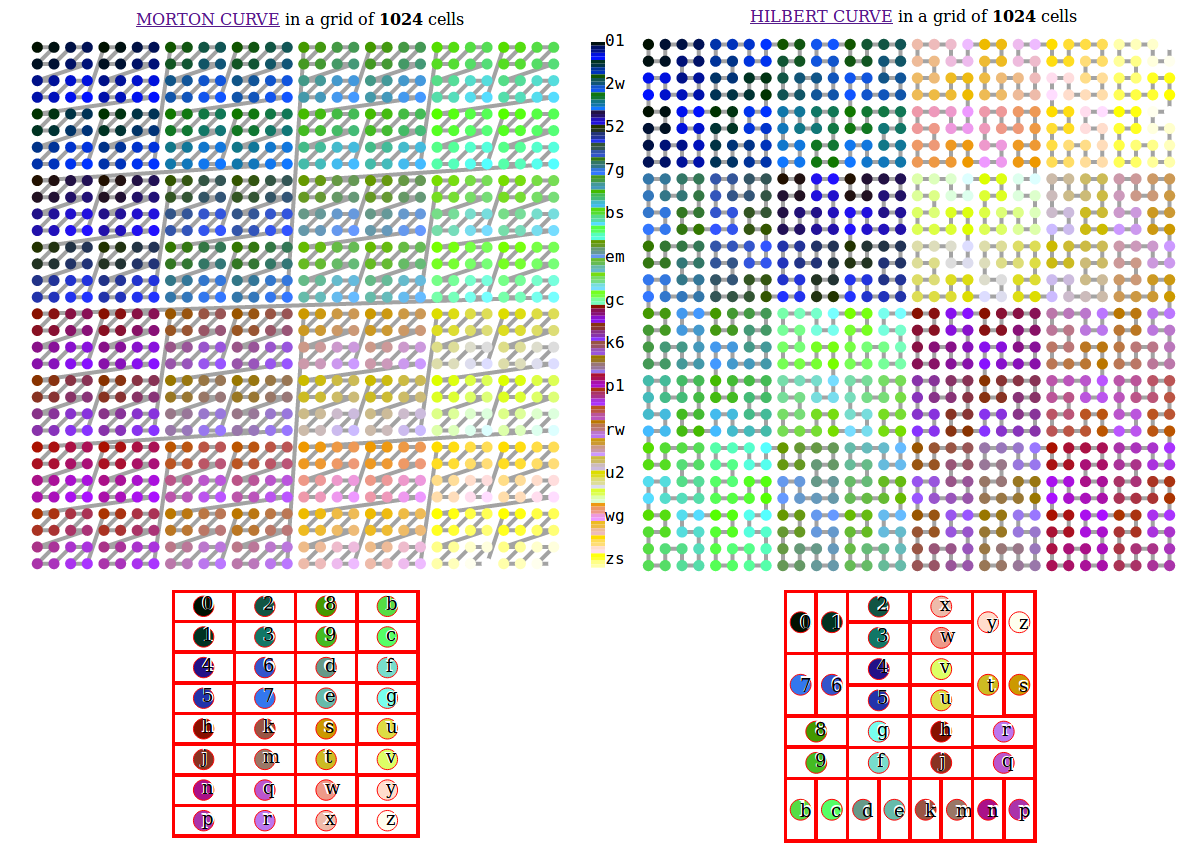
迭代6次的Z阶曲线和希尔伯特曲线（递归正方形分割中的4^{5}=1024各单元），以RGB绘制每处的不同颜色，并使用Geohash标签。相邻的点有相似的颜色，不同曲线在小范围内提供了不同的分组模式。

非单射曲线上有两条相交子曲线，每条都从曲线定义域（单位线段）中两个不相交线段的像得到。若两条子曲线的交点非空，则相交。人们可能认为，曲线相交的意义在于必然相互交叉，就像两条不平行直线的交点。不过，两条曲线（或一条曲线的两条子曲线）可以相互接触而不相交，例如与圆相切的直线。
不自交连续曲线不能填充单位正方形，因为这会使曲线成为单位区间到单位正方形的同胚（任何紧空间到豪斯多夫空间的连续双射都是同胚）。但单位正方形没有切割点，因此与单位区间不同胚，因为单位区间除端点之外都是切割点。存在面积不为零的不自交曲线，例如奥斯古德曲线，但由内托定理，它们不是空间填充曲线。
对于经典皮亚诺和希尔伯特空间填充曲线，在两条子曲线相交处，实际上有接触而无交叉。空间填充曲线的近似曲线若自交叉，那么将（处处）自交叉；空间填充曲线的近似也可以自避，如上图所示。3维空间中，自避近似曲线甚至可以包含扭结。近似曲线会保持在n维空间的有界部分内，但长度可以无限增加。
空间填充曲线是分形曲线的特例。不存在可微的空间填充曲线。粗略地说，可微限制了曲线转弯的速度。Michał Morayne证明，连续统假设等同于存在这样的皮亚诺曲线：在实数轴的每一点上，至少有一个组分可微。

## 哈恩–马祖尔克维奇定理
哈恩–马祖尔克维奇定理是对曲线连续像的空间性质的描述：
单位区间的连续像有时也被称为皮亚诺空间。
在哈恩-马祖尔克维奇定理的许多表述中，“第二可数”等同于“可测”。在一个方向上，紧豪斯多夫空间就是正规空间；由乌雷松度量化定理，第二可数意味着可测。反过来说，紧度量空间是第二可数空间。

## 克莱因群
在双重退化克莱因群理论中，有许多空间填充的自然例子。例如Cannon & Thurston (2007)指出，伪阿诺索夫映射环纤维的万有覆叠空间在无穷远处的圆是球面填充曲线（此处球面是双曲3空间的无穷远球面）。

## 积分
诺伯特·维纳在《傅里叶积分及其部分应用》中指出，空间填充曲线可将高维勒贝格积分简化为一维勒贝格积分。